# Bertrand Galic
Bertrand Galic est un scénariste de bande dessinée français et enseignant d'histoire né en 1974 à Lorient.

## Biographie
Né à Lorient en 1974, Bertrand Galic fait ses études à l'université de Bretagne Occidentale — où il rencontre le scénariste Kris — dans les années 1990 ; ayant obtenu le CAPES, il commence sa carrière d'enseignant dans le Midi toulousain jusqu'en 2008, année où il s'installe dans le Finistère, à Brest. Devenu professeur d'histoire au collège de Kerhallet (Brest), Bertrand Galic est, en 2012, vice-président de l'association Brest en Bulle, qui depuis 2011 tient un festival de bande dessinée : Loperhet en ébullition. À partir de 2013, s'associant avec la professeur de lettres, Galic organise des ateliers pédagogiques sur la bande dessinée pour les élèves de 5e. Ses amis Kris et Arnaud Le Gouëfflec l'invitent à s'investir dans la bande dessinée.
Galic élabore avec Marc Lizano (qu'il a rencontré en 2012 par le festival de Loperhet) l'adaptation en bande dessinée de l'œuvre de Pierre-Jakez Hélias, Le Cheval d'orgueil, en collaboration avec Mannaïg Thomas, professeur de breton à université de Brest : l'album paraît en 2015. L'année suivante, Galic co-scénarise avec Kris une adaptation de Patrick Gourlay : Nuit franquiste sur Brest. L'album de bande dessinée est intitulé Nuit noire sur Brest - Septembre 1937 La guerre d'Espagne s'invite en Bretagne, servi par le dessin de Damien Cuvillier. Il remporte en 2017 le prix de la BD maritime au festival de bande dessinée de Perros-Guirec et le Grand prix de la BD bretonne (Penn-ar-BD).
En 2016, Galic et Kris signent Un maillot pour l'Algérie, bande dessinée historique portant sur l'équipe du Front de libération nationale algérien de football et dessinée par l'Espagnol Javi Rey. En 2017, le tandem de scénaristes livre un volume de la série Sept : Sept athlètes, dessiné par David Morancho,. Le duo écrit aussi une série sur Violette Morris : Violette Morris, à abattre par tous moyens, dessinée par Javi Rey et publiée à partir de 2018,. Il fait ensuite équipe avec Paul Echegoyen pour une adaptation des Voyages de Gulliver de Jonathan Swift intitulée Les Voyages de Gulliver - De Laputa au Japon (2020). En 2021, il livre une bande dessinée de reportage sur la catastrophe de Fukushima à travers le personnage du directeur de la centrale : Fukushima – Chronique d’un accident sans fin, dessiné par Roger Vidal. En 2023, il s'inspire de l'aventure de Charlotte May Pierstorff, fillette transportée aux États-Unis comme colis postal, pour le scénario de La Petite fille et le Postman.

### Vie personnelle
Bertrand Galic est père de deux enfants.

## Œuvres
Sauf mention contraire, Bertrand Galic est scénariste.
- Le Cheval d'orgueil, adaptation de Pierre-Jakez Hélias, dessin de Marc Lizano, Soleil Productions, coll. Noctambule, 2015  (ISBN 978-2-302-04794-5)
- Nuit noire sur Brest - Septembre 1937 La guerre d'Espagne s'invite en Bretagne, adaptation de Patrick Gourlay, co-scénarisé avec Kris, dessin de Damien Cuvillier, Futuropolis, 2016  (ISBN 978-2-7548-1556-7)
- Un maillot pour l'Algérie[18], co-scénarisé avec Kris, dessin de Javi Rey, Dupuis, coll. Aire libre, 2016  (ISBN 978-2-8001-6341-3)
- Sept : Sept athlètes, co-scénarisé avec Kris, dessin de David Morancho, Delcourt, coll. Conquistador, 2017  (ISBN 978-2-7560-5466-7)
- Violette Morris, à abattre par tous moyens, co-scénarisé avec Kris, dessin de Javi Rey, Futuropolis

1. Première comparution, 2018  (ISBN 978-2-7548-2165-0)
2. Deuxième comparution, 2019  (ISBN 978-2-7548-2757-7)

- Les Voyages de Gulliver - De Laputa au Japon (2020), adaptation de l'œuvre de Jonathan Swift, dessin de Paul Echegoyen, Soleil Productions, coll. Noctambule, 2020  (ISBN 978-2-302-07265-7)
- Fukushima – Chronique d'un accident sans fin, dessin de Roger Vidal, Glénat, 2021  (ISBN 978-2-344-03437-8)
- La Petite fille et le Postman, dessin et couleur de Roger Vidal, Glénat Vents d'Ouest, 2023  (ISBN 978-2-7493-0983-5)
- Marcel - Cerdan, le cœur et les gants, dessin et couleur de Jandro González, Delcourt, collection Coup de tête, 2024  (ISBN 978-2-413-01529-1)
- Anne de Bretagne, dessin de Gwendal Lemercier, conseillère historique Claire L'Hoër, Glénat-Fayard, collection Ils ont fait l'histoire, 2025  (ISBN 9782331087486)

## Prix et distinctions
- 2017 :
  - Prix de la BD maritime au festival de bande dessinée de Perros-Guirec pour Nuit noire sur Brest - Septembre 1937 La guerre d'Espagne s'invite en Bretagne, avec Kris et Damien Cuvillier[9]
  - Grand prix de la BD bretonne (Penn-ar-BD) pour Nuit noire sur Brest - Septembre 1937 La guerre d'Espagne s'invite en Bretagne, avec Kris et Damien Cuvillier[10]